# 観潮院
観潮院（かんちょういん）は、徳島県徳島市二軒屋町に位置する臨済宗妙心寺派の寺院である。山号は大慈山。本尊は聖観音。

## 歴史
1596年（慶長元年）、瑞巌寺の開山・一鶚宗純の弟子である功庵が、現在の徳島市幸町あたりに創建した。
一時期は寺町へ移されたが、1644年（寛永21年）に隠竜和尚の代に現在地に移る。阿波志によれば、かつては曹洞宗に属していたと記される。
1911年（明治44年）、助任本町の江西寺住職の文郁和尚が、当寺と江西寺を合併し復興。第二次世界大戦中の空襲で伽藍を消失したが、1967年（昭和42年）に本堂などを再建。
当寺は勢見山山麓の北東部に所在し、境内南側の石段を登りつめると忌部神社がある。

## 墓所
- 海野十三 - 小説家

## 交通
- JR牟岐線「二軒屋駅」下車、徒歩で約15分。